# 阿黛尔·弗格森
阿黛尔·弗格森（英語：Adair Ferguson，1955年10月5日—），澳大利亚女子赛艇运动员。她曾代表澳大利亚参加世界赛艇锦标赛，获得一枚金牌。她也曾参加1986年英联邦运动会。